# Mariia Mykhailivna Starytska
Pour les articles homonymes, voir Starytska.
 (mai 2025).
La mise en forme du texte ne suit pas les recommandations de Wikipédia : il faut le « wikifier ».
Les points d'amélioration suivants sont les cas les plus fréquents. Le détail des points à revoir est peut-être précisé sur la page de discussion.
- Les titres sont pré-formatés par le logiciel. Ils ne sont ni en capitales, ni en gras.
- Le texte ne doit pas être écrit en capitales (les noms de famille non plus), ni en gras, ni en italique, ni en « petit »…
- Le gras n'est utilisé que pour surligner le titre de l'article dans l'introduction, une seule fois.
- L'italique est rarement utilisé : mots en langue étrangère, titres d'œuvres, noms de bateaux, etc.
- Les citations ne sont pas en italique mais en corps de texte normal. Elles sont entourées par des guillemets français : « et ».
- Les listes à puces sont à éviter, des paragraphes rédigés étant largement préférés. Les tableaux sont à réserver à la présentation de données structurées (résultats, etc.).
- Les appels de note de bas de page (petits chiffres en exposant, introduits par l'outil «  Source ») sont à placer entre la fin de phrase et le point final[comme ça].
- Les liens internes (vers d'autres articles de Wikipédia) sont à choisir avec parcimonie. Créez des liens vers des articles approfondissant le sujet. Les termes génériques sans rapport avec le sujet sont à éviter, ainsi que les répétitions de liens vers un même terme.
- Les liens externes sont à placer uniquement dans une section « Liens externes », à la fin de l'article. Ces liens sont à choisir avec parcimonie suivant les règles définies. Si un lien sert de source à l'article, son insertion dans le texte est à faire par les notes de bas de page.
- La présentation des références doit suivre les conventions bibliographiques. Il est recommandé d'utiliser les modèles {{Ouvrage}}, {{Chapitre}}, {{Article}}, {{Lien web}} et/ou {{Bibliographie}}. Le mode d'édition visuel peut mettre en forme automatiquement les références.
- Insérer une infobox (cadre d'informations à droite) n'est pas obligatoire pour parachever la mise en page.

Pour une aide détaillée, merci de consulter Aide:Wikification.
Si vous pensez que ces points ont été résolus, vous pouvez retirer ce bandeau et améliorer la mise en forme d'un autre article.
Mariia Mykhailivna Starytska (ukrainien : Марія Михайлівна Старицька), née le 19 mai 1865 et morte le 20 décembre 1930 à Kiev, est une actrice et réalisatrice ukrainienne.

## Jeunesse et formation
Mariia Mykhailivna Starytska est née le 19 mai 1865 dans le village de Lebekhivka, Kremenchuk Raion, Oblast de Poltava — une localité ensuite intégrée au raïon de Hlobyne dans l’oblast de Poltava et aujourd’hui submergée sous le réservoir de Krementchouk. Elle était la fille aînée de Mykhailo Starytsky et la sœur de Liudmyla Starytska-Tchernikhivska et de Oksana Steshenko (uk).
Starytska fréquenta le premier jardin d’enfants de Kiev, qui était dirigé par Maria Lindfors et Sofia Lindfors. Elle et sa sœur Liudmyla étudièrent la langue ukrainienne, la littérature et l’histoire de l’Ukraine à la maison avec leurs parents et leur famille, même si elles fréquentaient un gymnasium privé suivant le programme impérial russe. Les représentations de Marko Kropyvnytskyi influencèrent profondément Starytska et éveillèrent son amour pour le théâtre ukrainien. Bien qu’elle ait décliné sa demande en mariage, elle le tint toujours en haute estime.
Starytska termina ses études à la première gymnasium privée pour femmes (uk) de Kiev en 1882. En 1883, tandis que son père soutenait la troupe théâtrale de Kropyvnytskyi, elle choisit de poursuivre des études supérieures. Bien qu’on ait longtemps cru qu’elle avait été diplômée des cours Bestoujev à Saint-Pétersbourg, les archives confirment qu’elle fréquenta les cours supérieurs pour femmes de Kiev de 1884 à 1886, après avoir étudié les sciences naturelles aux cours Bestoujev de 1883 à 1884. Son inscription bénéficiait du plein soutien parental et de l’approbation officielle. En 1886, après la dissolution de la troupe financièrement éprouvée de son père, Starytska rejoignit sa nouvelle compagnie, tournée à travers l’Empire russe et l’aidant à la fois dans les représentations et les tâches organisationnelles jusqu’en 1890,.
En 1891, Starytska s’installa à Moscou pour vivre chez son oncle, Volodymyr Nemirovytch-Dantchenko, et étudier le théâtre sous la direction d’Aleksandr Fedotov. Elle poursuivit sa formation à Saint-Pétersbourg et commença sa carrière d’actrice indépendante sous le nom de scène Yavorska. De 1891 à 1893, elle suivit des cours de théâtre avec Fedotov dans les deux villes. En 1894, elle signa un contrat professionnel avec le théâtre Vassileostrovski à Saint-Pétersbourg, s’engageant à assumer un large éventail de tâches scéniques sous des conditions strictes, pour un salaire mensuel de cinquante roubles,.

## Carrière
Starytska se produisit avec la troupe de son père de 1886 à 1890 et, sous le nom de scène r, joua au théâtre de l’île Vassilievski, à la Maison du peuple d’Okhta et au théâtre ouvrier près de la porte Narva à Saint-Pétersbourg entre 1894 et 1896. Elle rejoignit à nouveau la troupe de son père en 1897 puis en 1908. Elle était connue pour ses rôles de caractère, notamment Anna Petrivna, Lymarykha, la Mère et Hanna dans Ce n’était pas censé arriver, À courir deux lièvres, Maroussia Bohouslavka, Bohdan Khmelnytsky et La Dernière Nuit de Starytskyi, ainsi que Kabanikha dans L’Orage d’Alexandre Ostrovski, entre autres.
Starytska commença sa carrière d’enseignante comme mentore et metteuse en scène dans des cercles de théâtre ouvrier amateur à travers Kiev, notamment à Kourenivka, Chouliavka, Demiivka, Solomianka et Darnytsia, ainsi qu’aux maisons du peuple de Loukianivka, Troitske et Boulevarno-Koudriavskyï. À partir de 1904, elle enseigna l’art dramatique dans les écoles de musique et de théâtre de M. Lisnevych-Nosova et de Mykola Lysenko, où elle dirigea le département dramatique et, après la mort de Lysenko en 1912, prit la direction de l’école.
Dévouée autant à former les jeunes talents théâtraux qu’à divertir le public, Starytska encouragea activement les élèves prometteurs qu’elle découvrait dans la scène théâtrale amateur de Kiev. Elle ne se contentait pas de planifier les spectacles : elle prenait aussi des rôles elle-même lorsque nécessaire, offrant un accompagnement pratique et des critiques. Entre 1904 et 1917, elle mit en scène plus de 500 productions couvrant des œuvres ukrainiennes, russes et d’Europe occidentale. Sa collaboration avec Mykola Sadovskyi à la Maison du peuple de la Trinité inclut une mise en scène marquante en 1908 du drame historique de son père, La Dernière Nuit, avec Ivan Maryanenko et Maria Zankovetska,.
Starytska joua un rôle clé dans la mise en scène en 1914 par le Théâtre Sadovsky de Le Maître de pierre de Lesya Ukrainka. Elle travailla aux côtés d’Ivan Steshenko et du metteur en scène Aleksandr Matkovsky, tandis qu’Ivan Burachok réalisa le décor. Ensemble, ils surmontèrent la tâche difficile d’adapter une problématique historique universelle à la scène ukrainienne. La première fut unanimement saluée comme une étape majeure du théâtre ukrainien, et sa mise en scène inventive réussit à capter l’atmosphère espagnole tout en conservant une identité résolument ukrainienne. Ivan Maryanenko la remercia notamment d’avoir amélioré son usage du mot artistique.
Après la Révolution de Février 1917, Starytska intensifia ses efforts pour promouvoir le théâtre ukrainien, organisant le Cercle des artistes ukrainiens en rassemblant des étudiants de l’école Lysenko et des acteurs du « Jeune Théâtre » de Les Kurbas. Nommée responsable par intérim du département théâtral au Secrétariat de l’Éducation de la République populaire ukrainienne, elle contribua à façonner un cadre national pour le théâtre et mit en scène des productions d’actualité, dont l’emblématique ‘‘Mouvement révolutionnaire’’. Tout au long des années 1920, elle demeura une figure active de la vie culturelle : elle joua avec le Premier Théâtre dramatique d’État ukrainien, donna des lectures dramatiques lors de concerts publics et continua à enseigner à l’Institut supérieur de musique et de théâtre Mykola Lysenko. Elle participa également à diverses sociétés culturelles comme ‘‘Boyan’’, ‘’Prosvita’’ et le club ukrainien ‘‘Rodyna’’. Ses contributions furent officiellement reconnues par les titres de professeure honorée et d’Artiste émérite de la RSS d’Ukraine, et en 1927, ses 40 ans de carrière artistique furent célébrés à l’Opéra de Kiev. Connue non seulement pour son travail dramatique sérieux, elle avait aussi un talent pour l’humour, amusant même Lysenko par une parodie malicieuse d’une chanteuse populaire.

## Mort
En 1930, Starytska invita la famille du musicologue Mykola Grinchenko à emménager dans l’appartement familial afin d’éviter qu’il soit saisi au milieu des répressions politiques, après l’arrestation de sa sœur Lyudmyla et de son beau-frère dans le cadre de l’affaire présumée de l’« Union pour la libération de l'Ukraine ». Elle vivait alors dans l’appartement n° 18, au dernier étage de l’immeuble situé à l’intersection des rues Oles Honchar et Yaroslaviv Val à Kiev, et travaillait à l’Institut de musique et de théâtre Mykola Lysenko. Sa santé fut probablement affectée par le stress de ces événements, et elle mourut le 20 décembre 1930. Elle fut enterrée dans l’allée centrale du cimetière Baïkove, en face de ses parents et à proximité de Lysenko et Steshenko.

## Héritage
Le musée commémoratif Mykhailo Starytskyi, situé au 97 rue Saksaganskoho, a ouvert ses portes en 2002.

## Récompenses
- Merited Artist of the Ukrainian SSR (1926)[2]